# Bico-chato-do-sucunduri
Bico-chato-do-sucunduri (nome científico: Tolmomyias sucunduri) é uma espécie de ave da família dos tiranídeos. É uma espécie endêmica do Brasil, encontrada no centro-sul da amazônia brasileira, entre os rios Canumã, Sucunduri e baixo Tapajós. Já foi considerada uma subespécie de bico-chato-da-copa, a Tolmomyias assimilis sucunduri.